# Земаљска српска народна странка
Земаљска српска народна странка, у Румунији (или краће само Српска странка) је била политичка партија српског народа у Румунији од 1934. до 1938. године. Била је једина и водећа политичка странка румунских Срба, основана од стране разочараних интелектуалаца, а укинута увођењем фашистичке диктатуре. 

## Срби у Румунији
После Првог светског рата, почеле су идеје о политичкој организацији српског народа који се нашао под Румунијом, након што је анектирала по договору већину Баната 1918. године и након признавања чина Тријанонским миром 1921. године, јер су били одсечени од своје браће са којом су били политички везани у време Аустроугарске монархије. Након великог таласа исељавања у новостворену Краљевину Срба, Хрвата и Словенаца, свега око 45.000 Срба је остало у Румунији, скоро без икакве интелигенције. Али како су године пролазиле, тако је и расла интелигенција. Срби су чинили сељачко становништво, тако да се само мањински број људи у градовима политички активира, као активисти ширих општерумунских странака, а Срби излазе на изборе за опште странке и, из политичког необразовања, гласају углавном насумично. Треба нагласити и да су српски вођи, као нпр. архимандрит Стефан Николић, уредник српског листа у Румунији Гласник од 1921. године, који се 1927. године захвалио на непоцепаности Српства на партије.

## Неуспели покушаји оснивања партије
Др Стојан Николић почиње да ради на окупљању људи за српску странку, 1926. године, али у томе не успева, јер не окупља довољно људи и странка није никада ни коначно оформљена. Доласком 1930.-их и румунске партије раде на подршци образовању политичких странака српског народа, како би их мотивисале да гласају за њих. Др Стојан Николић и др Милан Калиновић оснивају Српску странку 1932. године под патронатом Либералне партије ради сакупљања гласова у тамиш-торонталској регији, док истовремено Национална сељачка партија формира још једну српску политичку странку са потпуно истим именом, Српска странка, под Милутином Манојловићем да би у карашкој регији сакупила гласове. Избори су одржани 1933. године, Срби нису ништа њима добили и показало се да су ове партије само формиране због политичке борбе румунских странака у српском бирачком телу међусобно, а после избора 1933. године, угашене су.

## Земаљска српска народна странка
Стога разочарани учесници 1933. године се сви заједно окупљају и оснивају јединствену Земаљску српску народну странку у Румунији, којој би као једној јединој српској странци било исто прихваћено и краће име Српска странка. Крајем '33. Милутин Манојловић у Темишвару оснива политичко гласило ЗСНС-а, Темишварски весник, а процес окупљања политичких лидера Срба у Румунији се завршава приступом др Спасоја Николића странци априла 1934. године.